# Жослен Гурвеннек
Жослен Гурвеннек (фр. Jocelyn Gourvennec, нар. 22 березня 1972, Брест) — французький футболіст, що грав на позиції півзахисника. По завершенні ігрової кар'єри — футбольний тренер.
Виступав за ряд французьких клубів, а також молодіжну збірну Франції. Як тренер — володар Кубка Франції з «Генгамом» та Суперкубка Франції з «Ліллем».

## Клубна кар'єра
Народився 22 березня 1972 року в місті Брест. Почав грати у футбол у віці п'яти років у спортивній секції клубу «Лор'ян». У віці тринадцяти років його стрімкий розвиток помітили багато сильніші професійні клуби, але той залишився вірний своїй першій команді. З сезону 1987/88 став залучатись до матчів основної команди, яка грала у другому і третьому за рівнем дивізіонах Франції.
В липні 1991 року підписав контракт з «Ренном», у складі якого в тому ж сезоні дебютував в елітному дивізіоні. Проте основним гравцем став лише після того як 1992 року команда вилетіла у Дивізіон 2. 1994 року став найкращим гравцем Дивізіону 2 і допоміг команді зайняти друге місце та повернутись в еліту. Тоді він став капітаном та забив дев'ять голів у наступному сезоні. Всього за чотири сезони взяв участь у 106 матчах чемпіонату. Окрім гри за нову команду Жослен продовжив своє навчання в місцевому університеті.
Своєю грою привернув увагу представників діючого чемпіона Франції «Нант», до складу якого приєднався влітку 1995 року. Незабаром Жослен отримав серйозну травму хрестоподібних зв'язок коліна, але в підсумку зумів допомогти команді пройти в півфінал Ліги Чемпіонів. Всього відіграв за команду з Нанта три сезони своєї ігрової кар'єри. Більшість часу, проведеного у складі «Нанта», був основним гравцем команди.
У липні 1998 року перейшов в «Марсель», в якому провів один сезон і став віце-чемпіоном Франції та фіналістом Кубка УЄФА.
З серпня по грудень 1999 року недовго виступав за «Монпельє», після чого повернувся в «Ренн», де грав до літа 2002 року.
З 2002 по 2004 рік грав у складі «Бастії», після чого ще по сезону пограв у Лізі 2 за «Анже» та «Клермон».
Завершив професійну ігрову кар'єру у аматорському клубі «Резе», за кякий виступав протягом сезону 2006/07 років.

## Виступи за збірну
Протягом 1992–1994 років залучався до складу молодіжної збірної Франції. На молодіжному рівні зіграв у 5 офіційних матчах.

## Кар'єра тренера
Розпочав тренерську кар'єру невдовзі по завершенні кар'єри гравця, 2008 року, очоливши тренерський штаб аматорського клубу «Ла-Рош», що виступав у шостому за рівнем дивізіоні Франції.
2010 року Гурвеннек отримав тренерську ліцензію і того ж року очолив «Генгам», який тільки-но вилетів до третього дивізіону. В першому ж сезоні на посаді Жослену вдалося зайняти третє місце і повернути команду в Лігу 2. Там «Генгам» в сезоні 2011/12 закріпився в середині таблиці, а на наступний рік зайняв друге місце і вийшов до Ліги 1. За це Гурвеннека було визнано найкращим тренером Ліги 2. 3 травня 2014 року Гурвеннек здобув свій перший трофей в кар'єрі, вигравши Кубок Франції, обігравш в фіналі «Ренн» (2:0).
Після завершення сезону 2015/16 Гурвеннек залишив «Генгам» аби очолити команду «Жиронден де Бордо». Перший сезон роботи тренера в Бордо вийшов дуже вдалим — команда посіла 6-те місце у французькій першості, отримавши право виступів у Лізі Європи наступного сезону. Але виступи у цьому єврокубку для французів завершилися на першому ж для них етапі після програшу угорському «Відеотону», а результати «Бордо» у національному чемпіонаті в сезоні 2017/18 суттєво погіршилися. Протягом вересня-листопада 2017 року команда видала свою найгіршу серію ігор з 1989 року, після чого вболівальники почали активно вимагати відставки Гурвеннека. Проте керівництво клубу продовжувало довіряти тренеру до січня 2018 року, коли його було звільнено після поразки 0:2 від «Кана».

## Титули і досягнення

### Як гравця
- Віце-чемпіон Франції: 1999
- Фіналіст Кубка УЄФА: 1999
- Найкращий гравець Дивізіону 2: 1994

### Як тренера
- Володар Кубка Франції: 2013/14
- Володар Суперкубка Франції: 2021

- Найкращий гравець Ліги 2: 2013